# Relation de Mayer
Pour les articles homonymes, voir Mayer.
En physique, et plus particulièrement en thermodynamique, la relation de Mayer, établie au XIXe siècle par Julius Robert von Mayer, est une formule liant les capacités thermiques à pression constante (isobare) et à volume constant (isochore) d'un gaz parfait. Elle s'exprime selon :
avec :
- {\displaystyle C_{P}} la capacité thermique isobare ;
- {\displaystyle C_{V}} la capacité thermique isochore ;
- {\displaystyle n} la quantité de matière (nombre de moles) ;
- {\displaystyle R} la constante universelle des gaz parfaits.

Cette relation est généralisée aux corps réels selon :
avec :
- {\displaystyle P} la pression ;
- {\displaystyle T} la température thermodynamique ;
- {\displaystyle V} le volume.

## Démonstration

### Relation générale
On considère un système thermodynamique constitué d'une seule phase. Ce système peut être un corps pur ou un mélange constitué de {\displaystyle N} espèces chimiques {\displaystyle i} différentes.
La pression {\displaystyle P}, le volume {\displaystyle V}, la température {\displaystyle T} et les quantités de matière {\displaystyle n_{i}} sont liées de façon univoque par l'équation d'état du système, c'est-à-dire la fonction {\displaystyle V=V\!\left(P,T,n\right)}. Si l'on connait les variables {\displaystyle \left(P,T,n\right)} on connait donc {\displaystyle V}. Réciproquement, si l'on connait {\displaystyle \left(V,T,n\right)} on connait {\displaystyle P}. L'entropie {\displaystyle S} du système peut ainsi être considérée indifféremment comme une fonction de {\displaystyle \left(P,T,n\right)} ou de {\displaystyle \left(V,T,n\right)}, soit, indifféremment : {\displaystyle S=S\!\left(P,T,n\right)=S\!\left(V,T,n\right)}. On peut écrire les différentielles :
- du volume en tant que fonction {\displaystyle V=V\!\left(P,T,n\right)} :

{\displaystyle \mathrm {d} V=\left({\partial V \over \partial P}\right)_{T,n}\,\mathrm {d} P+\left({\partial V \over \partial T}\right)_{P,n}\,\mathrm {d} T+\sum _{i=1}^{N}\left({\partial V \over \partial n_{i}}\right)_{P,T,n_{j\neq i}}\,\mathrm {d} n_{i}}
- de l'entropie en tant que fonction {\displaystyle S=S\!\left(P,T,n\right)} :

{\displaystyle \mathrm {d} S_{1}=\left({\partial S \over \partial P}\right)_{T,n}\,\mathrm {d} P+\left({\partial S \over \partial T}\right)_{P,n}\,\mathrm {d} T+\sum _{i=1}^{N}\left({\partial S \over \partial n_{i}}\right)_{P,T,n_{j\neq i}}\,\mathrm {d} n_{i}}
- de l'entropie en tant que fonction {\displaystyle S=S\!\left(V,T,n\right)} :

{\displaystyle \mathrm {d} S_{2}=\left({\partial S \over \partial V}\right)_{T,n}\,\mathrm {d} V+\left({\partial S \over \partial T}\right)_{V,n}\,\mathrm {d} T+\sum _{i=1}^{N}\left({\partial S \over \partial n_{i}}\right)_{V,T,n_{j\neq i}}\,\mathrm {d} n_{i}}
Puisque l'on a indifféremment {\displaystyle S=S\!\left(P,T,n\right)=S\!\left(V,T,n\right)}, on a indifféremment pour la différentielle de l'entropie {\displaystyle \mathrm {d} S=\mathrm {d} S_{1}=\mathrm {d} S_{2}}.
On substitue {\displaystyle \mathrm {d} V} dans la différentielle de l'entropie sous la forme {\displaystyle \mathrm {d} S_{2}} :
{\displaystyle {\begin{aligned}\mathrm {d} S_{2}&=\left({\partial S \over \partial V}\right)_{T,n}\,\mathrm {d} V+\left({\partial S \over \partial T}\right)_{V,n}\,\mathrm {d} T+\sum _{i=1}^{N}\left({\partial S \over \partial n_{i}}\right)_{V,T,n_{j\neq i}}\,\mathrm {d} n_{i}\\&=\left({\partial S \over \partial V}\right)_{T,n}\left[\left({\partial V \over \partial P}\right)_{T,n}\,\mathrm {d} P+\left({\partial V \over \partial T}\right)_{P,n}\,\mathrm {d} T+\sum _{i=1}^{N}\left({\partial V \over \partial n_{i}}\right)_{P,T,n_{j\neq i}}\,\mathrm {d} n_{i}\right]+\left({\partial S \over \partial T}\right)_{V,n}\,\mathrm {d} T+\sum _{i=1}^{N}\left({\partial S \over \partial n_{i}}\right)_{V,T,n_{j\neq i}}\,\mathrm {d} n_{i}\\&=\left({\partial S \over \partial V}\right)_{T,n}\left({\partial V \over \partial P}\right)_{T,n}\,\mathrm {d} P+\left[\left({\partial S \over \partial V}\right)_{T,n}\left({\partial V \over \partial T}\right)_{P,n}+\left({\partial S \over \partial T}\right)_{V,n}\right]\,\mathrm {d} T+\sum _{i=1}^{N}\left[\left({\partial S \over \partial V}\right)_{T,n}\left({\partial V \over \partial n_{i}}\right)_{P,T,n_{j\neq i}}+\left({\partial S \over \partial n_{i}}\right)_{V,T,n_{j\neq i}}\right]\,\mathrm {d} n_{i}\end{aligned}}}
On retrouve donc une différentielle de l'entropie sous la forme {\displaystyle \mathrm {d} S_{1}} ; on identifie le terme en {\displaystyle \mathrm {d} T}, on obtient :

Les capacités thermiques sont définies par :
{\displaystyle C_{P}=T\left({\partial S \over \partial T}\right)_{P,n}}
{\displaystyle C_{V}=T\left({\partial S \over \partial T}\right)_{V,n}}
que l'on introduit dans la relation obtenue précédemment :
En considérant la relation de Maxwell :
{\displaystyle \left({\partial S \over \partial V}\right)_{T,n}=\left({\partial P \over \partial T}\right)_{V,n}}
en réarrangeant la relation obtenue précédemment il vient la relation de Mayer générale, :

### Cas d'un gaz parfait
Pour un gaz parfait, d'équation d'état :
{\displaystyle PV=nRT}
où {\displaystyle n} est la quantité (le nombre de moles) du gaz et {\displaystyle R} la constante universelle des gaz parfaits, on obtient immédiatement :
{\displaystyle \left({\partial P \over \partial T}\right)_{V,n}={nR \over V}}
{\displaystyle \left({\partial V \over \partial T}\right)_{P,n}={nR \over P}}
d'où :
{\displaystyle C_{P}-C_{V}=T\left({\partial P \over \partial T}\right)_{V,n}\left({\partial V \over \partial T}\right)_{P,n}=T{\left(nR\right)^{2} \over PV}=T{\left(nR\right)^{2} \over nRT}}
et finalement, :
Démonstration directe pour un gaz parfait
Un gaz parfait suit les deux lois de Joule, ce qui implique pour son énergie interne {\displaystyle U} et son enthalpie {\displaystyle H}, à quantité de matière constante :
{\displaystyle \mathrm {d} U=C_{V}\,\mathrm {d} T}
{\displaystyle \mathrm {d} H=C_{P}\,\mathrm {d} T}
Étant donné la définition de l'enthalpie {\displaystyle H=U+PV}, on peut écrire :
{\displaystyle \mathrm {d} H-\mathrm {d} U=\mathrm {d} \left[PV\right]=\left[C_{P}-C_{V}\right]\,\mathrm {d} T}
Étant donné l'équation d'état des gaz parfaits {\displaystyle PV=nRT}, on peut écrire, à quantité de matière constante :
{\displaystyle \mathrm {d} \left[PV\right]=\mathrm {d} \left[nRT\right]=nR\,\mathrm {d} T}
On obtient donc :
{\displaystyle \mathrm {d} \left[PV\right]=\left[C_{P}-C_{V}\right]\,\mathrm {d} T=nR\,\mathrm {d} T}
et par conséquent la relation de Mayer :

## Autres écritures

### Forme générale
En utilisant les propriétés des dérivées partielles, on peut réécrire la relation de Mayer générale en :
Ceci provient immédiatement de la relation :
{\displaystyle \left({\partial V \over \partial T}\right)_{P,n}\left({\partial T \over \partial P}\right)_{V,n}\left({\partial P \over \partial V}\right)_{T,n}=-1}
dont on déduit que :
{\displaystyle \left({\partial V \over \partial T}\right)_{P,n}={-1 \over \left({\partial T \over \partial P}\right)_{V,n}\left({\partial P \over \partial V}\right)_{T,n}}}
Utilisant ensuite la relation :
{\displaystyle {1 \over \left({\partial x \over \partial y}\right)_{z}}=\left({\partial y \over \partial x}\right)_{z}}
pour les deux quantités du dénominateur, on obtient :
{\displaystyle \left({\partial V \over \partial T}\right)_{P,n}=-\left({\partial P \over \partial T}\right)_{V,n}\left({\partial V \over \partial P}\right)_{T,n}}
La nouvelle forme de la relation de Mayer se déduit en remplaçant le membre de droite de la première forme démontrée précédemment.

### Avec les coefficients thermoélastiques
D'autres écritures sont également possibles avec les coefficients thermoélastiques :
- {\displaystyle \alpha ={1 \over V}\left({\partial V \over \partial T}\right)_{P,n}} le coefficient de dilatation isobare (pour un gaz parfait {\displaystyle \alpha ={1 \over T}})[1] ;
- {\displaystyle \beta ={1 \over P}\left({\partial P \over \partial T}\right)_{V,n}} le coefficient de compression isochore (pour un gaz parfait {\displaystyle \beta ={1 \over T}})[1] ;
- {\displaystyle \chi _{T}=-{1 \over V}\left({\partial V \over \partial P}\right)_{T,n}} le coefficient de compressibilité isotherme (pour un gaz parfait {\displaystyle \chi _{T}={1 \over P}})[1].

Avec la première forme générale :
{\displaystyle C_{P}-C_{V}=T\left({\partial P \over \partial T}\right)_{V,n}\left({\partial V \over \partial T}\right)_{P,n}}
on obtient :
Avec la deuxième forme générale:
{\displaystyle C_{P}-C_{V}=-T{\left({\partial P \over \partial T}\right)_{V,n}}^{2}\left({\partial V \over \partial P}\right)_{T,n}}
on obtient :
On passe d'une forme à l'autre en considérant la relation : {\displaystyle \alpha =P\beta \chi _{T}}. On peut encore écrire :

### Cas des gaz parfaits
En introduisant les capacités thermiques molaires respectives, telles que :
{\displaystyle C_{P}=n\cdot {\bar {C}}_{P}}
{\displaystyle C_{V}=n\cdot {\bar {C}}_{V}}
on obtient la forme :
Pour une masse {\displaystyle m}, en introduisant les capacités thermiques massiques respectives, telles que :
{\displaystyle C_{P}=m\cdot c_{P}}
{\displaystyle C_{V}=m\cdot c_{V}}
on obtient la forme :
avec :
- {\displaystyle M={m \over n}} la masse molaire du gaz parfait ;
- {\displaystyle R_{s}={R \over M}} la constante spécifique du gaz parfait.

## Implications

### Rapport entre les capacités thermiques
Le deuxième principe de la thermodynamique implique qu'un corps (pur ou mélange) ne peut être stable que si {\displaystyle \chi _{T}>0} (voir l'article Compressibilité). La relation {\displaystyle C_{P}-C_{V}=T\left(P\beta \right)^{2}V\chi _{T}} induit donc que :
Ceci implique pour le coefficient de Laplace {\displaystyle \gamma } que :
Le coefficient de Laplace peut être déterminé à l'aide de la relation de Reech. On peut ainsi calculer les capacités thermiques, en application des relations de Mayer et de Reech, selon :

### Détermination de la capacité thermique isochore
La relation de Mayer permet en particulier de calculer {\displaystyle C_{V}} connaissant {\displaystyle C_{P}} pour les liquides et les solides. En effet, pour les phases condensées {\displaystyle C_{V}} est difficile à obtenir expérimentalement, car il est difficile de travailler à volume constant avec ces phases, alors que la détermination de {\displaystyle C_{P}}, qui nécessite de travailler à pression constante, ne pose pas de problème.

### Cas des phases condensées idéalement indilatables et incompressibles
Dans le cas d'une phase condensée (liquide ou solide), il peut être considéré que :
- la phase est quasiment indilatable, son volume varie peu lors d'un changement de température : {\displaystyle \left({\partial V \over \partial T}\right)_{P}\approx 0}, soit {\displaystyle \alpha \approx 0} ;
- la phase est quasiment incompressible, son volume varie peu lors d'un changement de pression : {\displaystyle \left({\partial V \over \partial P}\right)_{T}\approx 0}, soit {\displaystyle \chi _{T}\approx 0}.

Pour une phase idéalement indilatable ({\displaystyle \alpha =0}) et incompressible ({\displaystyle \chi _{T}=0}), la relation de Mayer {\displaystyle C_{P}-C_{V}=TP\beta V\alpha =T\left(P\beta \right)^{2}V\chi _{T}} conduit à la relation, : {\displaystyle C_{P}-C_{V}=0}. Les bases de données ne donnent pour les liquides et les solides, considérés comme idéalement indilatables et incompressibles, qu'une seule capacité thermique molaire : 